# Theodor Pichier
Theodor Pichier (* 2. August 1889 in Bernburg; † 15. April 1974 in Neuwied) war ein deutscher Verwaltungsjurist.

## Leben
Pichier war ein Sohn des Kaufmanns Theodor Pichier und dessen Ehefrau Antonie geb. Hampel. Er studierte Rechtswissenschaften sowie Staatswissenschaften an den Universitäten in Bonn und in Berlin. Seit 1908 gehörte er der Burschenschaft Marchia Bonn an. Zum 1. Dezember 1930 trat er der NSDAP bei (Mitgliedsnummer 387.093). 1933 wurde er zum kommissarischen Landrat von Kreis Wolmirstedt ernannt. Pichier wechselte im gleichen Jahr auf den Posten des Oberbürgermeisters von Erfurt. Auf diesem Posten wirkte er bis 1935. Anschließend amtierte Pichier als Landrat im Oberbergischen Kreis von 1935 an bis zum Kriegsende 1945.
1937 heiratete er in Gummersbach Ida Baum († 1968), Tochter eines Bergmanns.